# گغادیر، کوتایک
گغادیر (به ارمنی: Գեղադիր) یک شهر در ارمنستان است که در استان کوتایک واقع شده‌است. گغادیر در ۵۴ کیلومتری جنوب غرب هرازدان، مرکز استان کوتایک واقع شده‌است. تعداد زیادی از ارامنه میان سال‌های ۱۹۱۸ تا ۱۹۲۴ میلادی از شهرهای وان، خنوس، قارص و بتلیس به این ناحیه مهاجرت کردند.

## خصوصیات
گغادیر ۶۷۶ نفر جمعیت دارد و در ارتفاع ۱٬۸۸۰ متر بالاتر از سطح دریا قرار گرفته‌است.
| سال   | ۱۸۷۳ | ۱۸۹۷ | ۱۹۱۴ | ۱۹۲۶ | ۱۹۳۹ | ۱۹۵۹ | ۱۹۷۹ | ۱۹۸۹ | ۲۰۰۱ | ۲۰۰۴ |
| جمعیت | ۱۴۱  | ۲۵۷  | ۲۹۰  | ۲۵۰  | ۴۶۴  | ۴۵۷  | ۵۰۰  | ۵۸۹  | ۶۷۶  | ۸۳۵  |